# Świntuch 3: Zemsta
Świntuch 3: Zemsta (ang. Porky’s Revenge!) – amerykańsko-kanadyjska komedia z 1985 roku w reżyserii Jamesa Komacka.
Kontynuacja filmów Świntuch (1982) oraz Świntuch – następnego dnia (1985).

## Fabuła
Porky (Chuck Mitchell) odbudowuje swój bar na łodzi. Tymczasem jego ludzie zastraszają trenera szkolnej drużyny. O działaniach bandy Porky’ego dowiaduje się jeden z uczniów, Meat Tuperello (Tony Ganios). On i jego przyjaciele postanawiają rozprawić się ze znienawidzonym właścicielem baru.

## Obsada
- Dan Monahan jako Edward "Pee Wee" Morris
- Mark Herrier jako Billy McCarthy
- Wyatt Knight jako Tommy Turner
- Kaki Hunter jako Wendy Williams
- Tony Ganios jako Anthony "Meat" Tuperello
- Scott Colomby jako Brian Schwartz
- Nancy Parsons jako panna Beulah Balbricker
- Eric Christmas jako pan Carter
- Chuck Mitchell jako Porky
- Kimberly Evenson jako Inga
- Rose McVeigh jako panna Webster
- Wendy Feign jako Blossom
- Fred Buch jako pan Dobish
- Ilse Earl jako pani Morris